# Biertan
Biertan là một xã thuộc hạt Sibiu, România. Dân số thời điểm năm 2002 là 3002 người.